# Agence ORE
Pour les articles homonymes, voir Ore, ORES et Obligation réelle environnementale.
L’Agence ORE (Opérateur de Réseaux d'Energie) est une association loi de 1901 créée en 2017 par l'ensemble des gestionnaires de réseaux de distribution de gaz et d'électricité en France. Elle intervient sur les champs du numérique et des données.
Au 1er janvier 2024, l'association comprend 126 membres.

## Présentation
L'objet social de l'association est de mutualiser des moyens et des services entre ses membres, sur des enjeux numériques inhérents à leurs missions de service public. L'Agence ORE s'articule autour de deux axes distincts :
- ORE DATA : accompagner les territoires et acteurs locaux dans la transition énergétique via des données et services autour des données;
- ORE MECA : fluidifier le fonctionnement des marchés de l'électricité.

### ORE DATA: des données en open data et des datavisualisations au service de la transition énergétique
L'Agence ORE publie des jeux de données en Open Data, principalement :
- des données de consommation d'électricité ou de gaz
- des données sur les infrastructures de réseaux
- des données sur les distributeurs (distributeurs par commune, nombre de points desservis)
- des données de production d'électricité et de gaz.

Pour l'essentiel, ces données relèvent d'obligations réglementaires reposant sur les gestionnaires de réseaux (dispositif des données locales de l'énergie, issues de l'article 179 de la Loi relative à la transition énergétique pour la croissance verte (LTECV) et également de l'article 23 de la Loi pour une République Numérique).
L'Agence ORE anime également depuis fin 2022 un forum des experts open data électricité et gaz, pour permettre la capitalisation et l'échange de bonnes pratiques, entre les utilisateurs et avec des experts issus des différents producteurs de données, notamment du SDES (service des données et des études statistiques du ministère de la Transition écologique et solidaire) de RTE, NaTran (ex-GRT Gaz), Enedis, GRDF et de l'Agence ORE…

#### Un accent mis sur la datavisualisation pour faciliter l'appropriation des données
L'Agence ORE propose une dizaine de datavisualisations dynamiques des données, permettant une compréhension pédagogique des données énergie des territoires.
Depuis fin 2021, l'Agence ORE, dans une démarche inédite , référence sur son site internet de nombreuses datavisualisations énergie en France (datavisualisations unitaires ou portails multi-visualisations), proposée par une centaine d'acteurs.

### ORE MECA: des services numériques au service du fonctionnement du marché de l'électricité
Avec la mise en place de mécanismes concourant à l'ouverture des marchés de l'électricité, les gestionnaires de distribution ont un certain nombre d'obligations de transmission de données. L'Agence ORE concourt à fluidifier le fonctionnement de ces marchés : 
- pour les acteurs de marché, en proposant des services de guichet unique (aiguillage des demandes, collecte, harmonisation des formats de données, etc), notamment pour les mécanismes suivants : garanties d'origine, complément de rémunération, certification de capacités, rattachement à un périmètre MA (marché d'ajustement) / NEBEF (Notification d'Echanges de Blocs d'Effacement) / SSY (services système), etc.[Quoi ?]
- pour ses membres, en leur apportant un appui pour mettre en œuvre leurs obligations réglementaires (outils de calcul, outil de collecte, fiches pédagogiques, etc).

## Histoire
Courant 2017, l'ensemble des distributeurs français d'électricité et de gaz se sont rapprochés pour fonder ensemble l'Agence ORE, créée officiellement en septembre 2017.
En avril 2018 est lancée la plateforme open data de l'Agence ORE.
En novembre 2019, la direction d'EDF Systèmes Électriques Insulaires (Corse, Guadeloupe, Guyane, Martinique, La Réunion) rejoint l'Agence ORE sur la partie Open Data.
En juin 2021 est mise en ligne la première datavisualisation des réseaux de transport et de distribution de gaz et d'électricité.
Début 2022, l'Agence ORE propose un site inédit référençant les datavisualisations d'énergie en France, portées par une centaine d'acteurs.
Fin 2022, est mis en ligne un Forum des experts open data électricité et gaz, permettant de capitaliser sur les usages et d'échanger de manière transverse entre utilisateurs, et entre utilisateurs et producteurs de données (notamment SDES, service des données et des études statistiques du ministère de la Transition écologique et solidaire, RTE, GRT Gaz, Enedis, GRDF et l'Agence ORE).
Début 2024, est lancée une démarche de mutualisation de l'open data des GRD, animée par l'Agence ORE. Désormais, tous les jeux de données publiés par les GRD sont accessibles depuis un catalogue commun, partagé, et la navigation est simplifiée entre les différentes plateformes open data des distributeurs.

## Membres
L'Agence ORE regroupe tous les gestionnaires de réseau de distribution (GRD) de gaz et d'électricité en France.
Participent ainsi à l'Agence ORE : 
1. les GRD de plus de 100 000 clients
  - en électricité, il s'agit de : Enedis, Gérédis (https://www.geredis.fr), GreenAlp (https://greenalp.fr), réséda (https://www.reseda.fr/), SRD (https://www.srd-energies.fr), Strasbourg Réseau Distribution (https://www.strasbourg-electricite-reseaux.fr).[Quoi ?]
  - en gaz, il s'agit de GRDF, Régaz Bordeaux et R GDS autour de Strasbourg  [Quoi ?]
2. les associations ou fédérations d'Entreprises Locales de Distribution (qui représentent les GRD comptant moins de 100 000 clients) : les syndicats professionnels ELE, Gaz et Territoires (ex SPEGNN) et l'UNELEG .
3. l'ADEeF en qualité de membre d'honneur ainsi qu'EDF Corse et Outre-Mer (qui participe au volet Open Data).